# Hotel Maria Isabel Sheraton

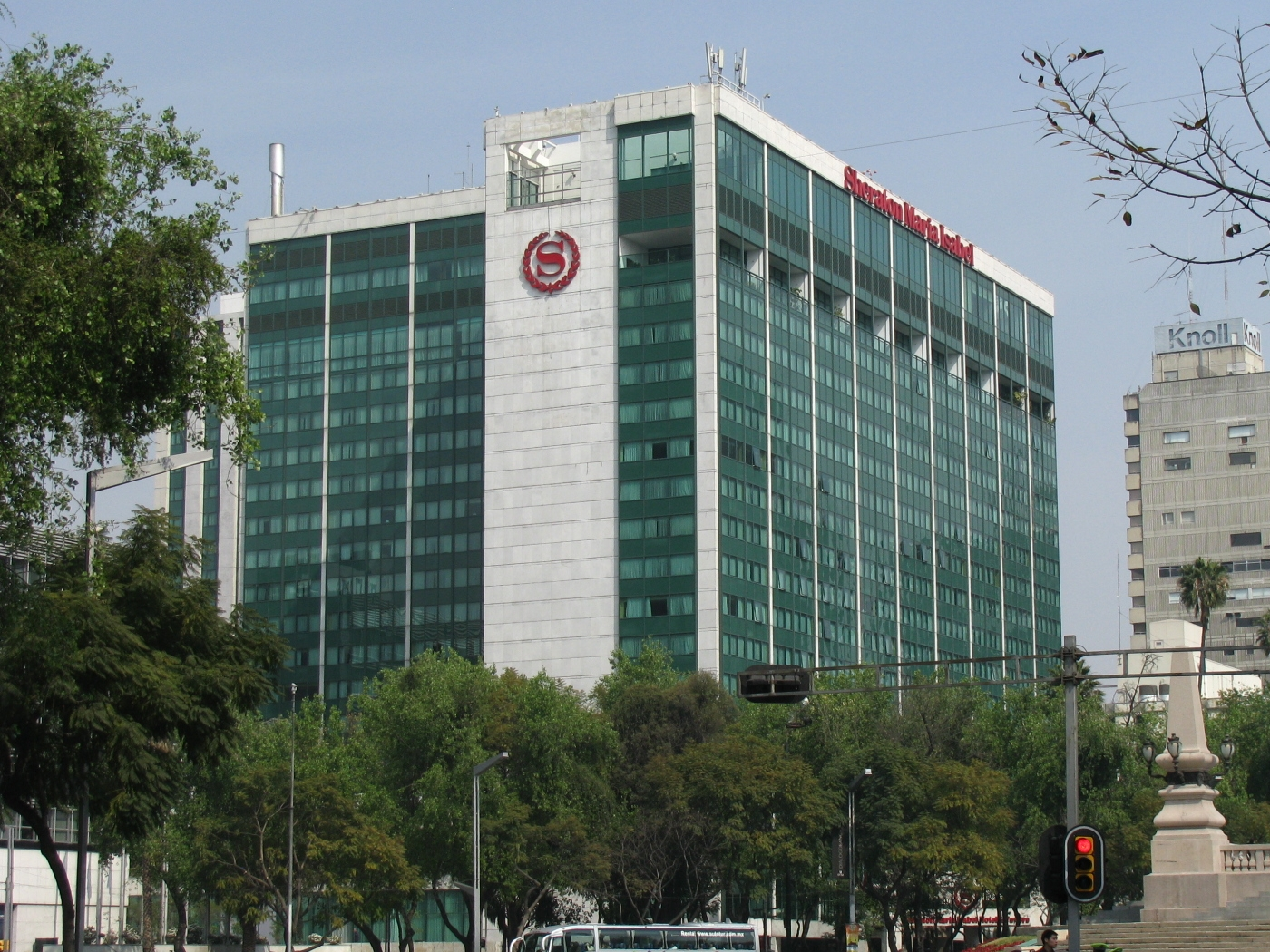
Sheraton Maria Isabel Hotel (2010)

Het Sheraton Maria Isabel Hotel and Towers is een hotel in de gemeente Cuauhtémoc in Mexico-Stad. Het is een hotel van de Amerikaanse keten Sheraton en bevindt zich aan de Paseo de la Reforma, voor het Ángel de la Independencia.
Op 4 februari 2006 zette het hotel zestien Cubaanse zakenlieden het hotel uit, op verzoek van de Amerikaanse regering. De Cubanen waren in Mexico vanwege besprekingen met Amerikaanse zakenlieden. De Amerikaanse regering beriep zich op de Wet Helms-Burton, die het Amerikanen verbiedt zaken te doen met Cuba, ook als ze in het buitenland zijn. De Mexicaanse minister van buitenlandse zaken Luis Ernesto Derbez wees erop dat het uitvoeren van de Wet Helms-Burton in Mexico niet toegestaan is omdat dat een inbreuk is op de Mexicaanse soevereiniteit. Hij vroeg het hotel om antwoord binnen vijftien dagen. Op 9 februari werd het hotel echter gesloten op last van Virginia Jaramillo, delegaat van Cuauhtémoc, vanwege een aantal relatief kleine overtredingen, waaronder gebrek aan parkeerruimte en het niet bezitten van menukaarten in braille.